# Col de Pierre Carrée
Le col de Pierre Carrée est un col routier de France situé en Haute-Savoie.

## Géographie
Il est situé au-dessus de Magland dans la vallée de l'Arve, mais sur la commune d'Arâches-la-Frasse. Franchi par la route départementale 106, il permet de gagner la station de sports d'hiver de Flaine située en cul-de-sac. Au col se trouve un chalet du 27e bataillon de chasseurs alpins, un domaine de ski de fond et un golf. Le Funiflaine, projet abandonné de téléphérique entre Magland et Flaine, aurait dû passer par le col avec une gare intermédiaire.

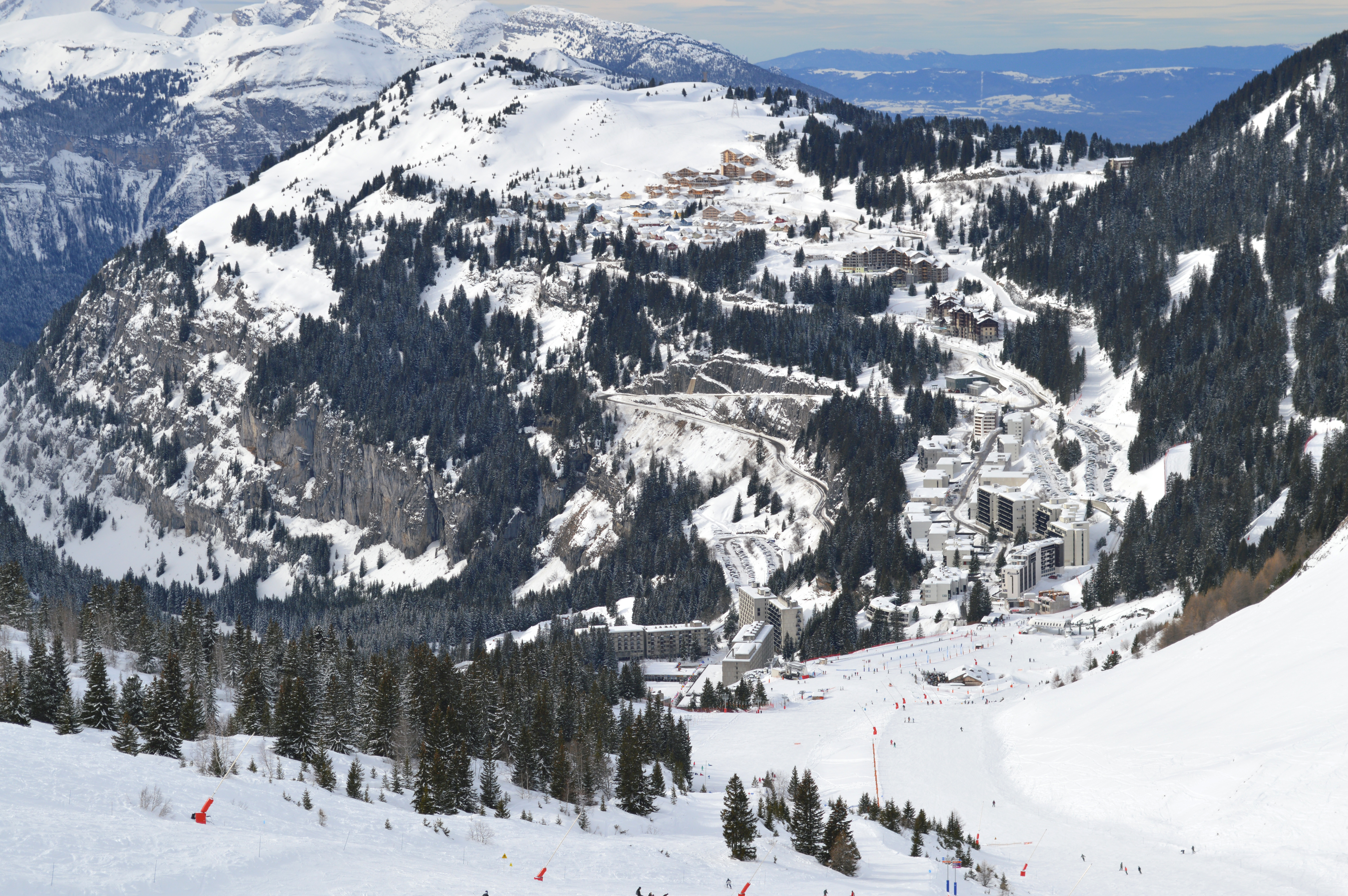
Vue hivernale de Flaine avec le col de Pierre Carrée le surplombant (à droite).